# Moweaqua
Moweaqua é uma vila localizada no estado americano de Illinois, no Condado de Christian e Condado de Shelby.

## Demografia
Segundo o censo americano de 2000, a sua população era de 1923 habitantes.
Em 2006, foi estimada uma população de 1852, um decréscimo de 71 (-3.7%).

## Geografia
De acordo com o United States Census Bureau tem uma área de
2,9 km², dos quais 2,9 km² cobertos por terra e 0,0 km² cobertos por água.

## Localidades na vizinhança
O diagrama seguinte representa as localidades num raio de 24 km ao redor de Moweaqua.